# Romolo (sous-marin)
Le Romolo est un sous-marin, navire de tête de la classe R ou classe Romolo, en service dans la Regia Marina pendant la Seconde Guerre mondiale.
Le navire a été nommé en l'honneur de Romulus et Rémus, une part de la mythologie romaine avec la légende des fondateurs de Rome.

## Caractéristiques
Les sous-marins de la classe R déplaçaient 2 155 tonnes en surface et 2 560 tonnes en immersion. Les sous-marins mesuraient 86,5 mètres de long, avaient une largeur de 7,86 mètres et un tirant d'eau de 5,34 mètres. Ils avaient une profondeur de plongée opérationnelle de 800 mètres. L'équipage se composait de 7 officiers et 51 sous-officiers et marins. Ils avaient une capacité de chargement de 600 tonnes.
Le système de propulsion était de type conventionnel, avec deux moteurs diesel TOSI pour la navigation de surface, d'une puissance totale de 2 600 chevaux-vapeur (1 900 kW), chacun entraînant un arbre d'hélice. En immersion, chaque hélice était entraînée par un moteur électrique Marelli de 450 chevaux-vapeur (336 kW). Ces moteurs électriques étaient alimentés par une batterie d'accumulateurs au plomb composée de 216 éléments. Ils pouvaient atteindre 13 nœuds (24 km/h) en surface et 6 nœuds (11 km/h) sous l'eau. En surface, la classe R avait une autonomie de 12 000 milles nautiques (22 000 km) à 9 noeuds (17 km/h); en immersion, elle avait une autonomie de 110 milles nautiques (200 km) à 3,5 noeuds (6,2 km/h).
Les sous-marins étaient uniquement armés pour l'autodéfense avec trois canons anti-aériens légers Breda 20/65 Mod. 1935 de 20 millimètres
Certains sous-marins ont pu être équipés d'une paire de tubes lance-torpilles internes de 45 cm (17,7 in) à l'avant et à l'arrière.

## Construction et mise en service
Le Romolo est construit par le chantier naval Cantieri navali Tosi di Taranto (Tosi) de Tarente en Italie, et mis sur cale le 21 juillet 1942. Il est lancé le 21 mars 1943 et est achevé et mis en service le 19 juin 1943. Il est commissionné le même jour dans la Regia Marina.

## Historique
Les essais et la formation de l'équipage durent beaucoup moins longtemps que d'habitude, en raison de la nécessité urgente d'utiliser le sous-marin pour transporter des métaux et des minéraux depuis la Sardaigne.
Le Romolo quitte Tarente, à destination de Naples, dans l'après-midi du 15 juillet 1943, sous le commandement du capitaine de corvette Alberto Crepas,. Cependant, les Alliés, alarmés par la possibilité que le Romolo (et son navire-jumeau (sister ship) Remo) puisse être utilisé pour transporter des armes spéciales étudiées en Allemagne, ou des matériaux nécessaires à leur construction, se sont informés de ses déplacements par espionnage et ont préparé des attaques aériennes et des embuscades avec des sous-marins pour éliminer les deux unités: le Romolo disparait en effet sans laisser de trace.
Après la guerre, il est possible de connaître le sort du sous-marin: un avion de la Royal Air Force l'a attaqué avec cinq bombes vers 3h20 du matin du 18 juillet, au sud-est du cap Spartivento, à environ 13 milles nautiques (24 km) des côtes calabraises. Malgré la réaction des mitrailleuses du Romolo, certaines des bombes l'ont touché à l'arrière de la tourelle.
Mais il n'a pas coulé immédiatement. Après être resté immobile pendant une vingtaine de minutes, vers 4h50 du matin, le sous-marin est repéré à nouveau, alors qu'il navigue lentement vers la côte, cap au 010°, perdant du carburant, puis coulant environ une heure plus tard.
Compte tenu des conditions météorologiques (mer calme) et de la faible distance du rivage, il est peu probable que, si le Romolo avait coulé en raison des dommages subis lors de l'attaque, l'équipage n'aurait pas eu le temps de l'abandonner et la possibilité de nager jusqu'au rivage. Il est donc probable qu'il ait été détruit ultérieurement par une explosion provoquée par l'éclatement des stocks de munitions ou par l'hydrogène des batteries.
Aucun des 60 membres de l'équipage n'a été sauvé (le commandant capitaine de corvette Alberto Crepas, 6 autres officiers et 53 sous-officiers et marins).
A une profondeur d'environ 1 450 mètres, non loin de l'endroit indiqué pour le naufrage du Romolo (à la position géographique de 37° 20′ N, 16° 18′ E puis corrigé en 37° 50′ N, 16° 18′ E), on a trouvé une grosse masse ferreuse qui pourrait correspondre à l'épave du sous-marin.